# 赤木完爾
赤木 完爾（あかぎ かんじ、1953年4月7日 - ）は、日本の国際政治学者。専門は、国際政治史・安全保障論。学位は、法学博士（1989年）。慶應義塾大学法学部名誉教授。

## 略歴
岡山県倉敷市出身。修道高校、1977年、慶應義塾大学法学部政治学科卒業。1980年、同大学院法学研究科修士課程修了。1989年、法学博士の学位を取得。
防衛庁防衛研修所戦史部教官を経て、1990年、慶応大学法学部講師、1992年、助教授、1997年、教授。2019年退任
軍事史学会、国際安全保障学会理事などを歴任。

## 著書

### 単著
- 『ヴェトナム戦争の起原――アイゼンハワー政権と第一次インドシナ戦争』（慶應通信, 1991年）
- 『第二次世界大戦の政治と戦略』（慶應義塾大学出版会, 1997年）

### 編書
- 『朝鮮戦争――休戦50周年の検証・半島の内と外から』（慶應義塾大学出版会, 2003年）

### 共編著
- （小此木政夫）『冷戦期の国際政治』（慶應通信, 1987年）
- （添谷芳秀）『冷戦後の国際政治――実証・政策・理論』（慶應義塾大学出版会, 1998年）
- （久保文明）『現代東アジアと日本(6)　アメリカと東アジア』（慶應義塾大学出版会, 2004年）

### 訳書
- ジョン・ルイス・ギャディス『歴史としての冷戦――力と平和の追求』（慶應義塾大学出版会, 2004年）
- ジョン・ルイス・ギャディス『アメリカ外交の大戦略――先制・単独行動・覇権』（慶應義塾大学出版会, 2006年）